# Маринко Благојевић
Маринко Благојевић (Доњи Милановац, 1924 — Горњане, 1944), члан СКОЈ−а, револуционар, борац Девете српске ударне бригаде, учесник Народноослободилачке борбе.

## Биографија
Маринко Петра Благојевић је рођен 1924. године у Доњем Милановцу у занатлијској породици. Тридесетих година прошлог века Маринкова породица се доселила у Неготин, где је Маринко завршио основну школу и нижу гимназију и 1939. уписао се у Учитељску школу.
У школи се већ у првим данима прикључио напредним ученичким организацијама и активу СКОЈ−а у Учитељској школи. Заједно са Драгољубом Милинчићем учествовао је у многим акцијама које су скојевци организовали у окупираном Неготину првих ратних година.
Специјална полиција из Ниша ухапсила га је због припадности „тајној комунистичкој организацији” 27. марта 1943. године и осудила на присилан боравак у злогласном Заводу за преваспитавање младежи у Смедеревској Паланци. Маринко је у Заводу остао све до његовог расформирања 1944.
Септембра 1944. прикључује се Деветој српској бригади, 23. ударној дивизији у којој је показао велику храброст. Погинуо је код Горњана 9. октобра 1944. у жестоком окршају са Немцима заједно са још 40 партизана.
Његовим именом названа је и једна неготинска улица.
Име Маринка Благојевића се налази и на спомен плочи на улазу у некадашњу Учитељску школу у Неготину заједно са именима још 22 ученика и професора погинулих од 1941. до 1945.